# Nagytilaj
Nagytilaj község a Nyugat-Dunántúli régióban, Vas vármegyében, a Vasvári járásban.

## Fekvése
A Dunántúlon, a Kemeneshát délkeleti szegletében, a Nagytilaji-patak mellett fekszik. A vármegye délkeleti határán, nem messze Vas, Zala és Veszprém vármegyék hármashatáránál található. A megyeszékhely, Szombathely körülbelül 55 kilométerre, Vasvár körülbelül 20, Zalaszentgrót nagyjából 15, Zalaegerszeg mintegy 20 kilométerre található innen.
A közvetlenül határos települések: észak felől Bérbaltavár, kelet felől Zalabér, délkelet felől Pakod, dél felől Pókaszepetk, délnyugat felől Gősfa, nyugat felől Győrvár, északnyugat felől pedig Olaszfa. [Délnyugati határszélén, pontszerűen érintkezik még Kemendollár közigazgatási területével is.]

### Megközelítése
Csak közúton érhető el, Bérbaltavár vagy Pókaszepetk érintésével, a Vasvárt Zalabérrel összekötő 7361-es, vagy a Zalaegerszeget szintén Zalabér térségével összekötő 7328-as út felől, mindkét irányból a 7385-ös úton.
A közúti tömegközlekedést a Volánbusz biztosítja. Szombathellyel, Vasvárral és Zalaegerszeggel is közvetlen autóbuszjáratok kötik össze.
Vasútvonal nem érinti; a legközelebbi vasúti csatlakozási lehetőséget Zalabér-Batyk vasútállomás kínálja, a MÁV 25-ös számú Bajánsenye–Zalaegerszeg–Ukk–Boba-vasútvonalán.

## Története
Első ismert írásos említése 1272-ből származik, Tilaj formában.
A mai település Kistilaj és Hervadtfa községek egyesítéséből jött létre.

## Közélete

### Polgármesterei
- 1990–1994: Pécsi Ernő (FKgP)[3]
- 1994–1998: Pécsi Ernő (független)[4]
- 1998–2002: Sulok László (független)[5]
- 2002–2006: Kövér József (független)[6]
- 2006–2010: Szita Károly (független)[7]
- 2010–2011: Kövér József (független)[8]
- 2011–2014: Horváthné Kántor Klára (független)[9]
- 2014–2019: Horváthné Kántor Klára (független)[10]
- 2019–2024: Horváthné Kántor Klára (független)[11]
- 2024– : Palócz Sándor (független)[1]

A településen 2011. október 30-án időközi polgármester-választást tartottak, az előző polgármester halála miatt; posztjáért az időközi választáson egyetlen jelölt indult.

## Népesség
2001-ben a lakosok kb. 94%-a magyarnak vallotta magát, míg kb. 6%-a nem válaszolt a kérdésre.
A 2011-es népszámlálás során a lakosok 97,9%-a magyarnak, 9,1% németnek, 3,5% cigánynak, 0,7% románnak, 0,7% örménynek mondta magát (1,4% nem nyilatkozott; a kettős identitások miatt a végösszeg nagyobb lehet 100%-nál). A vallási megoszlás a következő volt: római katolikus 68,5%, református 2,1%, evangélikus 3,5%, felekezet nélküli 4,2% (21% nem nyilatkozott).
2022-ben a lakosság 78,9%-a vallotta magát magyarnak, 8,2% németnek, 2% cigánynak, 0,7% ruszinnak, 4,1% egyéb, nem hazai nemzetiségűnek (15% nem nyilatkozott; a kettős identitások miatt a végösszeg nagyobb lehet 100%-nál). Vallásuk szerint 44,2% volt római katolikus, 0,7% református, 2,7% egyéb katolikus, 18,4% felekezeten kívüli (33,3% nem válaszolt).
- 1990: 239 fő
- 2001: 185 fő
- 2009: 142 fő
- 2011: 200 fő körülbelül

| Lakosok száma | 138  | 131  | 116  | 127  | 147  | 145  | 149  |
|               | 2013 | 2014 | 2015 | 2021 | 2022 | 2023 | 2024 |

## Vallás
A 2001-es népszámlálás adatai alapján a lakosság kb. 89,5%-a római katolikus és kb. 2,5%-a református vallású, míg kb. 8%-a nem tartozik egyetlen egyházhoz vagy felekezethez sem, illetve nem válaszolt.

### Római katolikus egyház
A Szombathelyi egyházmegye (püspökség) Vasvári Esperesi Kerületéhez tartozik. Nem önálló egyházközség, a Csehimindszenti plébániához tartozik, mint fília. Római katolikus templomának titulusa: Szent Márton.

### Református egyház
A Dunántúli Református Egyházkerület (püspökség) Őrségi Református Egyházmegyéjéhez (esperesség) tartozik. Nem önálló egyházközség, csak szórvány.

### Evangélikus egyház
A Nyugati (Dunántúli) Evangélikus Egyházkerület Vasi Egyházmegyéjében lévő Kissomlyói Evangélikus Egyházközséghez tartozik, mint szórvány.

## Természeti értékek
- Ún. Balogh-fa: kb. 700 éves szelídgesztenye-fa.
- A szőlőhegyen és a környező dombokon különböző védett virágok tenyésznek (pl. lila és fehér virágú őszi kikerics, kakasmandikó, leánykökörcsin, csillagvirág kankalin stb.).

## Nevezetességei

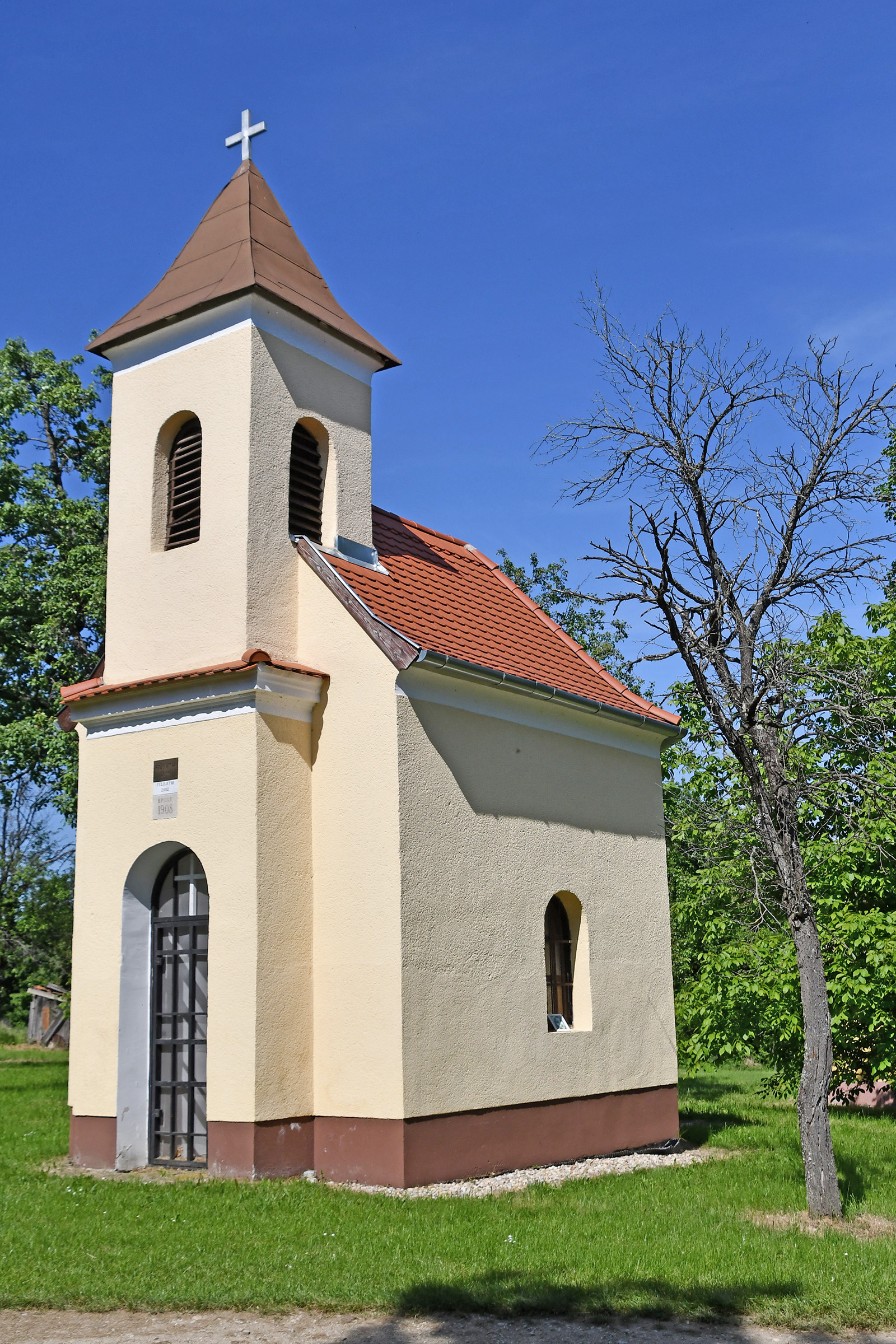
Szőlőhegyi Kisboldogasszony-kápolna

- Római katolikus (Szent Márton-) templom: 1882-ben épült. Falképeit Gál József festette.
- Római katolikus Kisboldogasszony-kápolna a település déli részén elterülő szőlőhegyen.
- Kőkereszt: 1888-ban állították.
- Nagy Gáspár emlékhely.

## Rendezvények
- Búcsú: Szent Márton-nap (november 11.) utáni vasárnap.